# Mo-Do
För andra betydelser, se Modo.
Mo-Do var ett italienskt musikprojekt som bildades av DJ:arna Claudio Zennaro, Mario Pinosa och Sergio Portaluri.
Gruppen var verksam under mitten av 1990-talet och spelade dance och techno. Man fick sitt internationella genombrott 1994 efter att singeln Eins, Zwei, Polizei toppat listorna i Italien och senare släpptes på andra håll i Europa.
Uppföljaren till hiten blev låten Super gut som byggde på samma koncept, en enkel text och snabb technomusik. Även denna tog sig in på topplistorna i bland annat Tyskland och Österrike.

## Diskografi

### Album
- Was ist das? (1995)

### Singlar
- Superdisco (Cyberdisco)
- Eins, Zwei, Polizei (1994)
- Super gut (1994)
- Gema tanzen (1995)
- Sex Bump Twist (1996)